# إيغل
إيغل (بالإنجليزية: Eagle, Alaska) هي مدينة تقع في ولاية ألاسكا في الولايات المتحدة. تبلغ مساحة هذه المدينة 2.6 (كم²)، وترتفع عن سطح البحر 260 م، بلغ عدد سكانها 86 نسمة في عام 2010 حسب إحصاء مكتب تعداد الولايات المتحدة.

## المناخ
يظهر الجدول التالي التغييرات المناخية على مدار السنة لإيغل:
| البيانات المناخية لـإيغل          | البيانات المناخية لـإيغل | البيانات المناخية لـإيغل | البيانات المناخية لـإيغل | البيانات المناخية لـإيغل | البيانات المناخية لـإيغل | البيانات المناخية لـإيغل | البيانات المناخية لـإيغل | البيانات المناخية لـإيغل | البيانات المناخية لـإيغل | البيانات المناخية لـإيغل | البيانات المناخية لـإيغل | البيانات المناخية لـإيغل | البيانات المناخية لـإيغل |
| الشهر                             | يناير                    | فبراير                   | مارس                     | أبريل                    | مايو                     | يونيو                    | يوليو                    | أغسطس                    | سبتمبر                   | أكتوبر                   | نوفمبر                   | ديسمبر                   | المعدل السنوي            |
| --------------------------------- | ------------------------ | ------------------------ | ------------------------ | ------------------------ | ------------------------ | ------------------------ | ------------------------ | ------------------------ | ------------------------ | ------------------------ | ------------------------ | ------------------------ | ------------------------ |
| الدرجة القصوى °ف (°م)             | 50 (10)                  | 51 (11)                  | 53 (12)                  | 74 (23)                  | 87 (31)                  | 97 (36)                  | 93 (34)                  | 93 (34)                  | 80 (27)                  | 69 (21)                  | 51 (11)                  | 47 (8)                   | 97 (36)                  |
| متوسط درجة الحرارة الكبرى °ف (°م) | −3.9 (−19.9)             | 5.6 (−14.7)              | 21.8 (−5.7)              | 42.3 (5.7)               | 59.2 (15.1)              | 71 (22)                  | 72.9 (22.7)              | 66.9 (19.4)              | 53.9 (12.2)              | 32.3 (0.2)               | 11.4 (−11.4)             | 1.4 (−17.0)              | 36.2 (2.3)               |
| متوسط درجة الحرارة الصغرى °ف (°م) | −21.5 (−29.7)            | −16.6 (−27.0)            | −8.2 (−22.3)             | 14.4 (−9.8)              | 31.9 (−0.1)              | 43.9 (6.6)               | 47.1 (8.4)               | 41.1 (5.1)               | 30.7 (−0.7)              | 15.1 (−9.4)              | −5 (−21)                 | −15.6 (−26.4)            | 13.1 (−10.5)             |
| أدنى درجة حرارة °ف (°م)           | −71 (−57)                | −67 (−55)                | −58 (−50)                | −30 (−34)                | 1 (−17)                  | 23 (−5)                  | 28 (−2)                  | 18 (−8)                  | −7 (−22)                 | −37 (−38)                | −54 (−48)                | −69 (−56)                | −71 (−57)                |
| الهطول إنش (مم)                   | 0.53 (13)                | 0.43 (11)                | 0.34 (8.6)               | 0.31 (7.9)               | 0.96 (24)                | 1.67 (42)                | 2.29 (58)                | 1.96 (50)                | 1.22 (31)                | 0.94 (24)                | 0.69 (18)                | 0.7 (18)                 | 12.04 (306)              |
| متوسط تساقط الثلوج إنش (سم)       | 7.8 (20)                 | 6.9 (18)                 | 5.1 (13)                 | 3.1 (7.9)                | 0.9 (2.3)                | 0 (0)                    | 0 (0)                    | 0 (0)                    | 0.8 (2.0)                | 9.4 (24)                 | 10.9 (28)                | 11.3 (29)                | 56.2 (143)               |
| متوسط أيام هطول الأمطار           | 6                        | 5                        | 4                        | 3                        | 7                        | 10                       | 13                       | 12                       | 9                        | 8                        | 7                        | 7                        | 91                       |
| المصدر:                           |                          |                          |                          |                          |                          |                          |                          |                          |                          |                          |                          |                          |                          |

## وصلات خارجية
- Community Information